# 巫宝三
巫宝三（1905年7月28日—1999年2月1日），江苏句容人，中国经济学家。中国艺术史学者巫鸿的父亲。
巫宝三1927年考入国立中央大学经济系，1929年转入清华大学并于1932年毕业。其后曾任职于南开大学经济学院、中央研究院社会科学研究所。1936年赴美国留学，1938年获哈佛大学硕士学位。后前往德国柏林大学进修。1947年返回哈佛大学，并于次年获博士学位。中华人民共和国成立后，担任过中国科学院经济研究所研究员、副所长、代所长、经济思想史研究室主任，中国社会科学院研究生院教授，北京大学兼任教授等职。他还曾任中国经济思想史学会名誉会长，中国民主促进会中央常委，北京市政协副主席，第五至七届全国政协委员等。1999年在北京逝世。